# Tüdel Weller
Tüdel Weller (* 12. März 1902 in Saarn bei Mülheim an der Ruhr als Anton Friedrich Weller; † 20. Februar 1970 in Holzminden) war ein deutscher Journalist und Schriftsteller.

## Leben
Tüdel Weller war der Sohn eines Metzgermeisters. Die elfköpfige Familie zog während Tüdel Wellers Kindheit und Jugend häufig um; ab 1908 lebte sie in Hattingen und ab 1914 in Mülheim an der Ruhr. Weller besuchte zeitweise eine deutsche Schule im niederländischen Vaals. Ab März 1919 gehörte er einem der nach dem Ende des Ersten Weltkriegs entstandenen Freikorps an, das an Kämpfen gegen kommunistische Aufständler im Ruhrgebiet und 1920 an Straßenkämpfen infolge des Kapp-Putsches beteiligt war. Nach seiner Entlassung aus dem Freikorps übte Weller diverse Tätigkeiten aus. 1923 führte er Sabotageaktionen gegen die französische Besatzung des Ruhrgebiets aus. Er wurde verhaftet und aus dem Ruhrgebiet ausgewiesen. Ab 1925 absolvierte Weller ein Volontariat bei der Velberter Zeitung, bei der er anschließend bis 1927 als Chefredakteur wirkte. Von 1928 bis 1932 hielt sich Weller im Saargebiet auf und gehörte der Redaktion der Merziger Volkszeitung an. Nach einem kurzen Aufenthalt in den Niederlanden im Jahre 1932 kehrte er 1933 nach Deutschland zurück. Ab Mai 1933 war er Mitglied der NSDAP.
Von 1933 bis 1936 war Tüdel Weller als Journalist für diverse Zeitungen des neuen Regimes in Essen, Gleiwitz und Mannheim tätig. Ab Dezember 1938 hielt er sich im Auftrag der Organisation Todt am damals entstehenden Westwall auf, über dessen Bau er ein Buch veröffentlichen sollte. Von Februar bis Mai 1940 wirkte er als Kriegsberichtserstatter und Kradmelder an der Westfront. Nachdem er im Juni 1940 verwundet worden war, wurde Weller, der das Niederländische fließend beherrschte, im November zur Propagandaabteilung beim „Reichskommissar für die Besetzten Niederländischen Gebiete“ in Den Haag abkommandiert. Wie bereits an den meisten früheren Arbeitsstellen, geriet Weller auch hier bald in Konflikt
mit seinen Vorgesetzten; im Juni 1941 wurde er entlassen und war in der Folgezeit Mitarbeiter der NS-Volkswohlfahrt. Ab März 1943 war er vom Arbeitseinsatz freigestellt, da er auch nach Ausrufung des „Totalen Kriegs“ als „unentbehrlich für die Fortsetzung des kulturellen Lebens“ galt. Nachdem seine Kölner Wohnung 1942 bei einem Bombenangriff zerstört worden war, hielt sich Weller mit seiner Familie an wechselnden Orten auf.
Ab November 1945 lebte die Familie im schleswig-holsteinischen Ort Hostrup, wo Weller als Buchhalter tätig war. Im Zuge des Entnazifizierungsverfahrens gegen ihn behauptete er unter anderem, er sei „überhaupt nie Mitglied einer nationalsozialistischen Organisation gewesen; seine Tätigkeit in der NS-Presse sei nur aus finanzieller Not erfolgt und keinesfalls als Ausdruck seiner politischen Gesinnung zu werten.“ Wellers Argumentation fruchtete, denn das langwierige Entnazifizierungsverfahren gegen ihn endete 1950 mit seiner Einstufung als „Entlasteter“. Ab 1953 wechselte Weller mehrfach seinen Wohnsitz; er lieferte auch wieder journalistische Beiträge u. a. für die Rheinische Post und die Schleswiger Nachrichten. Seit 1969 lebte er in Kemnade bei
Bodenwerder.

Tüdel Wellers literarisches Werk, das aus Romanen, Erzählungen und Hörspielen besteht, erschien ausschließlich während der Zeit des Nationalsozialismus und im Eher-Verlag, dem Zentralverlag der NSDAP. Weller war überzeugter Nationalsozialist; seine Werke widmen sich u. a. der Verherrlichung des Freikorps-Kämpfertums (Peter Mönkemann) und einer hasserfüllten, von krassem Antisemitismus geprägten Schilderung der Jahre der Weimarer Republik (Rabauken!). Über die Entstehungsgeschichte des Romans Rabauken! Peter Mönkemann haut sich durch sagte Weller rückblickend:
„Ich habe mich lange gesträubt, dieses mir schon seit Jahren vorschwebende Werk zu schreiben, weil ich mir darüber klar war, daß ich mich dazu – wenn es hieb- und stichfest werden sollte – ganz in die jüdische Psyche versetzen mußte. Doch dann nahm ich meinen Haß zu Hilfe, und dann ging es.“
Die während des Zweiten Weltkriegs entstandenen Erzählungen haben dagegen meist den Charakter leichter Unterhaltungsliteratur für den einfachen Frontsoldaten.
Nach Kriegsende wurden alle seine Bücher bis auf Ab dafür, nach Afrika... in der Sowjetischen Besatzungszone auf die Liste der auszusondernden Literatur gesetzt.

## Werke
- Peter Mönkemann. Ein hohes Lied der Freikorpskämpfer an der Ruhr. Eher, München und Berlin 1936.
- Rabauken! Peter Mönkemann haut sich durch. Eher, Berlin und München 1939.
- Bonzen und Rebellen. Geschichte eines unbekannten Freiwilligen der Nation. Eher, München 1939.
- Ab dafür, nach Afrika... Eine Bubengeschichte aus vergangenen Tagen. Eher, München 1940.
- Ein Kuli fährt zur Hölle. Geschichten vom Weltkrieg bis zur heutigen Zeit. Eher, München 1940.
- Vier Landser in Feindesland. Eher, München 1941.
- Der Dorfkönig. München, Eher 1942.
- Heute gibt es Entenbraten. Ernste und heitere Erzählungen aus schwerer Zeit. Eher, München 1944.